# 발해태조건국지‧명림답부전
발해태조건국지‧명림답부전(渤海太祖建國誌·明臨答夫傳)은 백암(白巖) 박은식(朴殷植)의 저작인 《발해태조건국지》와 《명림답부전》의 합철본이다. 2016년 10월 20일 대한민국의 국가등록문화재 제665호로 지정되었다.

## 같이 보기
- 대조영
- 명림답부